# Aeroporto Internacional Moi
O Aeroporto Internacional Moi (código IATA:MBA e OACI:HKMO), também conhecido como Aeroporto de Mombaça, atende a cidade de Mombaça, e é o segundo aeroporto mais importante de Quênia atrás do Aeroporto Internacional Jomo Kenyatta em Nairóbi. Está localizado em Port Reitz.
O aeroporto está gestionado pela Direção de Aeroportos do Quênia. Conta com duas pistas, a 03/21 e a 15/33. A cabeceira 21 está equipada com ILS. Recebe seu nome do antigo presidente de Quênia Daniel arap Moi.

## História
O aeroporto foi inicialmente conhecido como "Aeroporto de Port Reitz". Foi construído durante a Segunda Guerra Mundial pelo Corpo de Engenheiros da Armada Sul – africana. Durante este conflito foi utilizado para a defesa da frota britânica com base no perímetro Muelle Kilindini desde 1942.
O aeroporto foi elevado a aeroporto internacional em 1979.

## Linhas Aéreas e destinos
- African Express Airways (Aden, Al-Mukalla, Dubai, Nairobi)
- Airkenya Express (Nairobi-Wilson)
- Condor Airlines (Frankfurt)
- East African Safari Air (Nairobi)
- Edelweiss Air (Zúrich)
- Fly540 (Nairobi, Zanzíbar)
- JetLink Express (Nairobi)
- Kenya Airways (Nairobi)
- Neos (Bolonia, Milán-Malpensa, Roma-Fiumicino)
- Precision Air (Dar es Salaam)
- Thomson Airways (Londres-Gatwick, Manchester)

## Ligações externos
- «Kenya Airports Authority - Moi International Airport»